# Robert Ryman
Robert Ryman (Nashville, 30 mei 1930 - New York, 8 februari 2019) was een Amerikaanse kunstenaar die werd geïdentificeerd met minimalisme, abstract expressionisme en conceptuele kunst. Hij was het meest bekend om abstracte schilderijen waar hij wit op wit gebruikt. Hij woonde en werkte in New York.

## Leven en carrière
Ryman werd geboren in Nashville, Tennessee. Nadat hij van 1948 tot 1949 gestudeerd had aan de Tennessee Polytechnic Institute in Cookeville en aan de George Peobody College voor leraren tussen 1949 en 1950, ging Ryman in dienst van het reservistenkorps van de Verenigde Staten. Hij werd vervolgens uitgezonden gedurende de Koreaanse Oorlog. In 1953 verhuisde Ryman naar New York, met de intentie een professionele jazzsaxofonist te worden. Hij volgde lessen bij pianiste Lennie Tristano. Om rond te komen begon hij overdag te werken als suppoost in het Museum of Modern Art. Zijn collega's waren de kunstenaars Sol LeWitt en Dan Flavin. Het jaar nadat hij ontslag had genomen van zijn baan bij het MoMa, werkte Ryman op de afdeling kunst van de New York Public Library. In jaren '50 periode ontmoette hij de kunstenaar Roy Lichtenstein.
Tijdens zijn werk bij het MoMa raakte hij in de ban van de nieuw aangekochte werken van de abstract-expressionisten Mark Rothko, Willem de Kooning, Clyford Still, Jackson Pollock en Barnett Newman. Ryman werd nieuwsgierig naar schilderen. Dankzij zijn baan bij het MoMa kon hij dicht bij de werken zijn. Hij kocht wat schildermateriaal en begon ermee te experimenteren in zijn appartement. In 1959 voltooit hij ook wat hij naar eigen zeggen zijn vroegste professionele werk noemt, een groot monochroom doek getiteld Untitled (Orange Painting) (1955–59) dat zich momenteel in de collectie van het Museum of Modern Art in New York bevindt.
In 1961 trouwde Ryman met de kunsthistoricus Lucy Lippard. Het huwelijk eindigde in een scheiding. Later trouwde hij met de kunstenaar Merrill Wagner. Hun zonen uit dit huwelijk, Cordy Ryman en Will Ryman, zijn eveneens kunstenaars en werken in New York.
Rymans schilderij Bridge (1980) werd in 2015 voor 20,6 miljoen dollar verkocht op een veiling van Christie's in New York.

## Werk
Ryman wordt vaak gezien als een minimalist, maar zelf geeft hij er de voorkeur aan om ‘realist’ genoemd te worden. Dit omdat hij naar eigen zeggen niet geïnteresseerd is in het creëren van illusies, maar enkel het materiaal dat hij in zijn composities gebruikt wil laten zien zoals het is. Zoals hij aangaf in een verklaring die hij gaf voor een expositie in Pace Wildenstein in 2010 "I am not a picture painter. I work with real light and space, and since real light is an important aspect of the paintings, it always presents some problems." Het merendeel van zijn werk wordt gekenmerkt door een witte of gebroken witte penseelvoering op een vierkante ondergrond van doek of metaal. Ryman heeft gedurende zijn hele carrière geëxperimenteerd met verschillende soorten media. Zo schilderde en of tekende hij onder andere op canvas, linnen, staal, aluminium, plexiglas, lumasiet, vinyl, glasvezel, krant, jute, behang, vezelplaat en handgemaakt papier. Hij schilderde en of tekende met olieverf, acrylverf, pastelkrijt, olie en grafiet. Ook heeft hij geëxperimenteerd met het drukken van prenten zoals etsen, aquatinten, lithografie en zeefdruk. Zijn meest geliefde citaat is "There is never any question of what to paint only how to paint."
Van 1975 tot de late jaren '90, bevestigde Ryman zijn schilderijen aan de muur met metalen beugels. Hij ontwierp elke set beugels specifiek voor elk werk en liet deze vervolgens vervaardigen door een lokale metaalfabriek.
Ryman heeft verklaard dat de titels van zijn schilderijen betekenisloos zijn, en dat ze alleen bestaan als een vorm van identificatie. Hij geeft de voorkeur aan het woord ‘naam’ voor een schilderij in plaats van ‘titel’ omdat hij naar eigen mening geen schilderij maakt of refereert aan iets anders behalve het schilderij en de gebruikte materialen. Deze namen van de schilderijen zijn vaak afgeleid van merknamen van het materiaal of van bedrijven, of het zijn gewone algemene woorden die geen connotatie in zich dragen.

## Tentoonstellingen
Toen hij 36 was, had Ryman zijn eerste solo-tentoonstelling in Paul Bianchini's galerie in New York in 1967. Zijn eerste tentoonstelling in Europa volgde het jaar daarop in de Heiner Friedricht-galerie in München. Een jaar later nam Ryman deel aan de tentoonstelling When Attitudes Become Form, een jaarlijks terugkerend evenement met werk van minimalistische en conceptuele kunstenaars dat werd georganiseerd door de Kunsthalle Bern. Zijn eerste tentoonstelling in een museum was in 1972 in het Guggenheim in New York. In deze tentoonstelling waren achtendertig werken die hij maakte tussen 1965 en 1972 te zien. Ryman's werk is opgenomen in de Documenta's 5 (1972), 6 (1977) en 7 (1982) in Kassel. Ook was zijn werk te zien op de Biënnale van Venetië (in 1976, 1978 en 1980) en op de Whitney Biënnale. Zijn eerste overzichtstentoonstelling werd georganiseerd door het Stedelijk Museum, Amsterdam, in 1974.  In 1992 werd een groot rondreizend retroperspectief van zijn schilderijen opgezet door het Museum of Modern Art en Tate Gallery. Deze tentoonstelling had locaties als het Museo Nacional Centro de Arte Reina Sofía in Madrid, het San Francisco Museum of Modern Art  en het Walker Art Center in Minneapolis.
Robert Ryman werd gerepresenteerd door Pace Gallery in New York, en door Xavier Hufkens in Brussel.

## Collecties
De Hallen für Neue Kunst, een voormalig hedendaagse kunstmuseum in het Zwitserse Schaffhausen had de grootste publieke collectie van Rymans werk. Ze exposeerden 29 van zijn kunstwerken, die waren gemaakt tussen 1959 en 2007. In 2010 begon Ryman aan een grootschalige herinstallatie van zijn zalen in dit museum. Hij kwam tot dit besluit na een bezoek aan het museum in 2008. Hij was er toen al twaalf jaar niet meer geweest, maar wilde het werk bekijken dat daar sinds 1983 voor het eerst te zien was. Naar aanleiding van dit bezoek besloot hij de zalen om te vormen tot een gesamtkunstwerk; een installatie bestaande uit 30 schilderijen die samen 50 jaar werk besloegen. Het museum sloot in 2014. 
In 2017 doneerde Ryman 21 schilderijen aan de permanente collectie van de Dia Art Foundation, waarmee dit de enige plek werd waar een uitgebreide permanente collectie van zijn werk is te zien. Deze collectie bevat vroeg werk vervaardigd eind jaren '50 tot werk gemaakt in 2003.
Andere grote musea waar zijn werk aanwezig is zijn het Museum of Modern Art, het Guggenheim in New York, Tate Modern in Londen en het Art Institute of Chicago. In Nederland is zijn werk aanwezig in de collecties van het  Stedelijk Museum in Amsterdam, het Bonnefantenmuseum in Maastricht en het Van Abbemuseum in Eindhoven.